# The Adam Project
The Adam Project ist ein Science-Fiction-Abenteuerfilm von Shawn Levy, das seit dem 11. März 2022 im Programm von Netflix ist.

## Handlung
Adam Reed entwendet im Jahr 2050 ein Flugzeug mit Zeitreisefunktion; er will in das Jahr 2018 reisen, um seine Frau Laura vor dem Tod zu bewahren. Auf der Flucht vor Verfolgern landet er aus Versehen im Jahr 2022 und trifft auf sein 12-jähriges Ich. Der Vater des jungen Adam, Louis, ist erst kürzlich bei einem Autounfall ums Leben gekommen. Gegenüber seiner Mutter gibt er sich oft verschlossen und hat viele Probleme in der Schule, bemerkt aber schnell, dass der alte Adam er selbst aus der Zukunft sein muss. Der alte Adam benötigt den jungen Adam, um das Flugzeug wieder bedienen zu können, denn dieses sperrt den alten Adam, da er verletzt ist: Der junge Adam kann das Flugzeug bedienen, weil er dieselbe DNS hat. Trotz der Gefahren muss der junge Adam den alten nun begleiten.
Maya Sorian aus dem Jahr 2050 verfolgt derweil Adam, und beim Haus des jungen Adam kommt es zum Kampf. Laura kommt überraschend hinzu; sie rettet die Adams und sie können fliehen. Laura hat ihrem Tod im Jahr 2018 doch entkommen können und hat erfahren, dass Maya die Vergangenheit verändert hat, um in Zukunft die Kontrolle über Zeitreisen zu erlangen. Laura fordert darum den alten Adam dazu auf, in das Jahr 2018 zu reisen, um die Grundlagen für die Erfindung der Zeitreisen zu zerstören. Der alte Adam hat jedoch Angst, dass so eine Zukunft entsteht, in der er und sie sich nicht treffen. Laura vertraut hingegen darauf, dass sie füreinander bestimmt sind und dies auch bei einer alternativen Zukunft der Fall sein wird. Maya findet den Aufenthaltsort der Adams und von Laura; diese lenkt Maya ab, damit die beiden Adams in das Jahr 2018 reisen können. Die Zeitmaschine hat allerdings nur noch genügend Energie für einen einzigen Zeitsprung. Obwohl eine Rückkehr also nicht mehr möglich ist, reisen sie ins Jahr 2018.
Sie suchen Louis auf, der das Zeitreisen erfunden hat, und wollen ihn überreden ihnen zu helfen. Louis lehnt aber ab, weil er es für unverantwortlich hält, den Lauf der Zeit anhand von Erkenntnissen aus der Zukunft zu verändern. Die Adams fahren daraufhin zum Teilchenbeschleuniger, an dem Louis arbeitet, um ihn zu zerstören. Dort treffen sie auf Maya, die versucht, sie davon abzuhalten. Louis hat es sich derweil anders überlegt und stößt dazu. Er schlägt vor, die Festplatte im Teilchenbeschleuniger zu zerstören, da sich nur darauf sein Algorithmus befindet, der Zeitreisen ermöglichen wird. Um dies zu verhindern, holt sich Maya Hilfe bei ihrem jüngeren Ich: Dieser gehört der Teilchenbeschleuniger. 
Beim Teilchenbeschleuniger kommt es zur entscheidenden Konfrontation. Die alte Maya hat den jungen Adam gefangen genommen und droht damit, ihn umzubringen, wenn der alte Adam die Festplatte nicht herausgibt. Der junge Adam schafft es, sich zu befreien, dabei wird aber ein Schuss abgefeuert, der den Teilchenbeschleuniger beschädigt. Es entsteht ein elektromagnetisches Feld, welches alle magnetischen Metallteile in die Mitte des Raums zieht. Bei der finalen Konfrontation schießt die alte Maya mit einem speziellen Gewehr auf Louis. Das Geschoss wird allerdings vom elektromagnetischen Feld abgelenkt und trifft und tötet die junge Maya. Dadurch stirbt auch die alte Maya, und die beiden Adams und Louis können dem zusammenbrechenden Teilchenbeschleuniger entkommen.
Zuhause spielt Louis mit den beiden Adams Ball. Als er sich umdreht, um den Ball vom Boden aufzuheben, sind die beiden Adams plötzlich verschwunden. Er beschließt, weniger zu arbeiten und mehr für seine Familie da zu sein. Der junge Adam im Jahr 2022 versöhnt sich mit seiner Mutter und gibt ihr, wie vom alten Adam beauftragt, eine kräftige Umarmung. Der alte Adam trifft in einer Universitätsveranstaltung auf Laura, und sie lernen sich genauso kennen, wie es auch in der ursprünglichen Zeitlinie passiert ist.

## Produktion

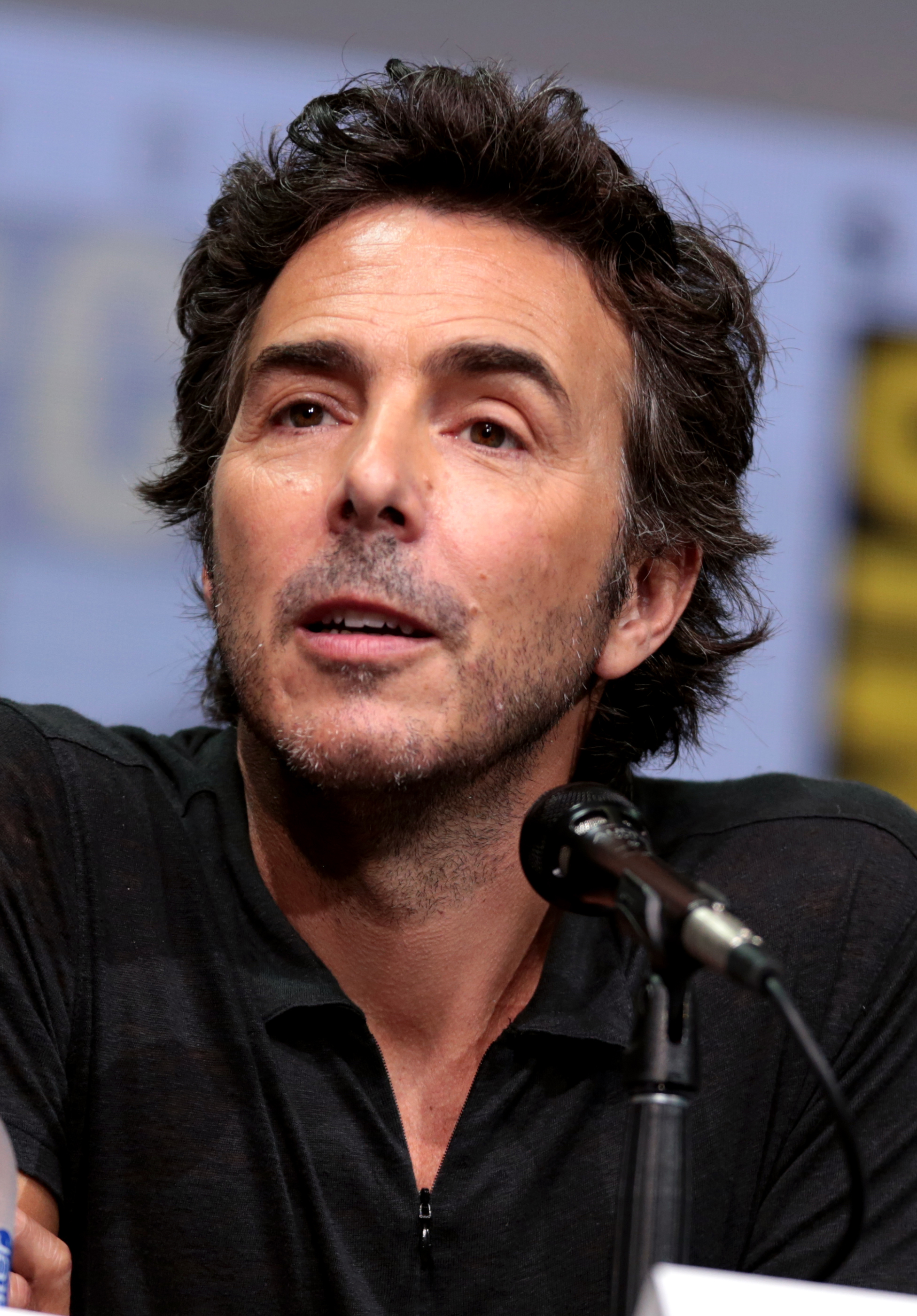
Regisseur Shawn Levy

Regie führte Shawn Levy. Das Drehbuch schrieben Jonathan Tropper, T.S. Nowlin, Jennifer Flackett und Mark Levin.
Ryan Reynolds übernahm, wie in Levys letztem Film Free Guy, die Hauptrolle und spielt den erwachsenen Adam Reed, der Nachwuchsschauspieler Walker Scobell verkörpert diesen als Jungen. Mark Ruffalo spielt seinen Vater, Jennifer Garner seine Mutter. In weiteren Rollen sind Zoe Saldana, Catherine Keener und Alex Mallari Jr. zu sehen.
Die Dreharbeiten begannen im November 2020 im kanadischen Vancouver und endeten im März 2021. Levy arbeitete mit dem deutschen Kameramann Tobias A. Schliessler zusammen.
Die Filmmusik komponierte Rob Simonsen. Das Soundtrack-Album mit insgesamt 26 Musikstücken wurde am 11. März 2022 von Milan Records als Download veröffentlicht.
Ebenfalls am 11. März 2022 wurde der Film in das Programm von Netflix aufgenommen. Die Premiere des Films erfolgte bereits am 28. Februar 2022 in New York.

## Rezeption

### Kritiken und Abrufe
Von den bei Rotten Tomatoes aufgeführten Kritiken sind 68 Prozent positiv.
Thomas Schultze schreibt in seiner Kritik für Blickpunkt:Film, Regisseur Shawn Levy und sein Star Ryan Reynolds hätten einen Lauf und erinnerten im Alleingang daran, was Hollywood lange Jahre am besten konnte und mittlerweile irgendwie vergessen zu haben scheine: „pfiffig gemachte, auf den Punkt geschriebene, mit Freude erzählte Unterhaltung, auf die sich eigentlich alle Altersstufen einigen konnten.“ Dieses Zeitreiseabenteuer sei genau das, was die Kinos jetzt bräuchten, beschwingter, emotionaler Eskapismus, der dem Publikum ein gutes Gefühl gibt, es bangen und zittern und mit den Figuren fühlen lässt. Anders als viele andere der großen Titel von Netflix leide Levys Film zudem nicht an einem unterentwickelten Drehbuch. Was The Adam Project zudem auszeichne, sei sein Können, die beeindruckende Action auszubalancieren mit gleich mehreren Liebesgeschichten. Auch dass es einem Film mit so hohem Tempo und so vielen gelungenen Gags tatsächlich gelinge, sich so geschickt mit der Endlichkeit des Lebens zu befassen und dem, was vielleicht bleiben könnte, sei erstaunlich.
Der Film generierte in den ersten 28 Tagen eine Abrufzeit von über 233 Millionen Stunden. Damit belegte er zu diesem Zeitpunkt Platz 4 der meistgeschauten Filme bei Netflix.

### Auszeichnungen
Artios Awards 2023

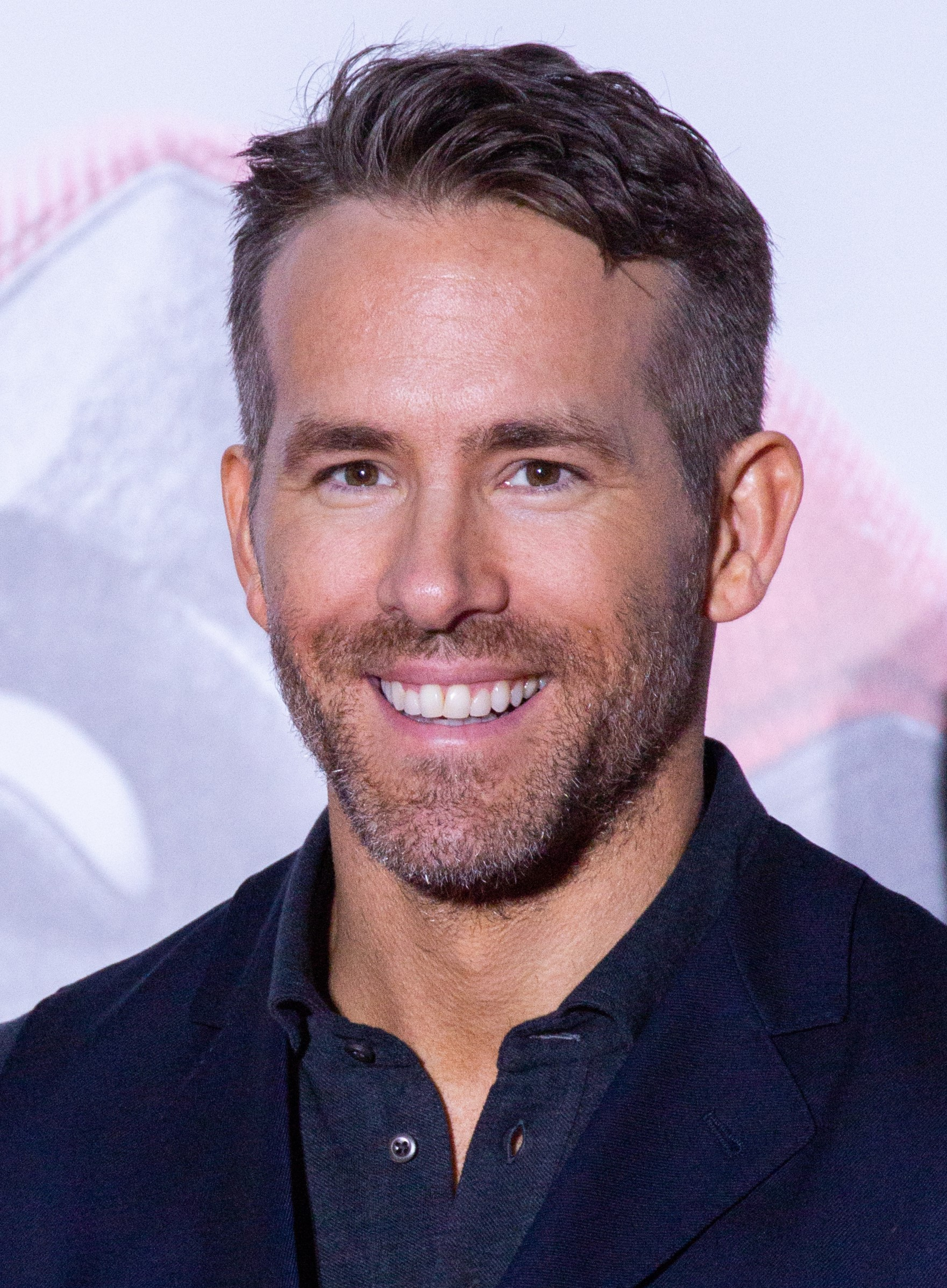
Ryan Reynolds spielt den erwachsenen Adam

- Nominierung für das Beste Casting in einem Fernsehfilm (Judith Sunga)[9]

Critics’ Choice Super Awards 2023
- Nominierung als Bester Schauspieler in einem Science-Fiction-/Fantasyfilm (Ryan Reynolds)[10]

MTV Movie & TV Awards 2022
- Nominierung als Bester Film
- Nominierung als Bestes Team

Nickelodeon Kids’ Choice Awards 2023
- Nominierung als Bester Schauspieler (Ryan Reynolds)[11]

People’s Choice Awards 2022
- Auszeichnung als Beste Filmkomödie
- Nominierung als Bester Schauspieler (Ryan Reynolds)
- Nominierung als Beste Schauspielerin (Jennifer Garner)
- Nominierung als Bester Schauspieler – Filmkomödie (Ryan Reynolds)
- Nominierung als Beste Schauspielerin – Filmkomödie (Jennifer Garner)[12]

## Synchronisation
Die deutsche Synchronisation entstand nach einem Dialogbuch und der Dialogregie von Manuel Straube im Auftrag der FFS Film- & Fernseh-Synchron GmbH in Berlin.
| Darsteller       | Synchronsprecher   | Rolle               |
| ---------------- | ------------------ | ------------------- |
| Ryan Reynolds    | Dennis Schmidt-Foß | Adam Reed           |
| Mark Ruffalo     | Norman Matt        | Louis Reed          |
| Isaiah Haegert   | –                  | Adam Reed (8 Jahre) |
| Walker Scobell   | Ludwig Ott         | Adam Reed (jung)    |
| Alex Mallari Jr. | Tommy Morgenstern  | Christos            |
| Ben Wilkinson    | Viktor Neumann     | Derek               |
| Jennifer Garner  | Dorette Hugo       | Ellie Reed          |
| Zoe Saldana      | Tanja Geke         | Laura               |
| Catherine Keener | Martina Treger     | Maya Sorian         |
| Lucie Guest      | Martina Treger     | Maya Sorian (jung)  |
| Donald Sales     | Samuel Zekarias    | Paul der Barkeeper  |
| Milo Shandel     | Frank Röth         | Professor           |
| Braxton Bjerken  | Manik Gaschina     | Ray Dollarhyde      |